# Le Dernier Négrier
Pour plus de détails, voir Fiche technique et Distribution.
Le Dernier Négrier (Slave Ship) est un film américain réalisé par Tay Garnett, et sorti en 1937.

## Synopsis
Le capitaine Lovett, qui doit accueillir à bord sa fiancée Nancy, demande au préalable à son coéquipier de purger son équipage, qui est impliqué dans une histoire de traite d'esclaves. Il souhaite un renouvellement des hommes, ce qui n'est pas sans causer des problèmes à l'équipe encore en place.

## Fiche technique
- Titre : Le Dernier Négrier
- Titre original : Slave Ship
- Réalisateur : Tay Garnett, assisté d'Otto Brower (non crédité)
- Scénario : Sam Hellman, Lamar Trotti, Gladys Lehman et William Faulkner d'après The Last Slaver du Dr. George S. King
- Musique : Alfred Newman
- Photographie : Ernest Palmer
- Montage : Lloyd Nosler
- Production : Darryl F. Zanuck
- Société de production : 20th Century Fox
- Société de distribution : 20th Century Fox (États-Unis)
- Pays :  États-Unis
- Genre : Aventure et drame
- Durée : 92 minutes
- Dates de sortie : 
  - États-Unis : 16 juin 1937
  - France : 22 septembre 1937

## Distribution
- Warner Baxter : le capitaine Jim Lovett
- Wallace Beery : Jack Thompson
- Elizabeth Allan : Nancy Marlowe
- Mickey Rooney : Swifty
- George Sanders : Lefty
- Jane Darwell : Mme Marlowe
- Joseph Schildkraut : Danelo
- Miles Mander : Corey
- Arthur Hohl : Grimes
- Douglas Scott : Jeune homme à l'inauguration du navire
- Minna Gombell : Mabel
- Billy Bevan : Atkins
- Francis Ford : Scraps
- Jane Jones : « Ma » Belcher
- J. Farrell MacDonald : Propriétaire
- J. P. McGowan : Timonier
- DeWitt Jennings : Snodgrass
- Paul Hurst : Ivrogne
- Dorothy Christy : Blonde
- Charles B. Middleton : Négrier
- Dewey Robinson : Barman
- Holmes Herbert : Officier de marine
- Edwin Maxwell : Commissaire-priseur
- Herbert Heywood : Vieil homme à l'inauguration du navire
- Winter Hall : Pasteur
- Marilyn Knowlden : Marraine à l'inauguration du navire
- Arthur Aylesworth : Étranger
- Lionel Pape : L'officier de marine